# Kravlebuk
En Kravlebuk er et murerværktøj. Murere har ofte med sig en lav, buk, der på fynsk kaldes pudsebuk, men den er så tung at slæbe med at træsmede ikke tænker på at kopiere den, men nøjes med at låne hvis der er en murer i nærheden, og denne ellers ser sig i stand til at afse den.

## Ekstern Henvisning
- http://www.baskholm.dk/haandbog/haandbog.html Arkiveret 16. september 2008 hos  Wayback Machine Træsmedens Håndværktøj